# Henneberg (Thuringe)
Henneberg est un quartier de la ville de Meiningen faisant partie de l'arrondissement de Schmalkalden-Meiningen, dans le Land de Thuringe, au centre de l'Allemagne. L'ancienne municipalité a été incorporée le 1er janvier 2019. Au Moyen-Âge, le château au-dessus du village fut la résidence des comtes d'Henneberg.

## Géographie
La localité se trouve dans le nord de la région historique de Franconie. Elle est une exclave située à dix kilomètres au sud du centre urbain de Meiningen, tout près de la frontière avec la Bavière. Henneberg est par entourée par les communes de Rhönblick à l'ouest, de Sülzfeld au nord, et de Grabfeld à l'est. 
Les ruines du château de Henneberg se trouve sur un rocher aux versants abrupts, à l'est du village, au-dessus d'une voie historique reliant les villes de Meiningen et Wurtzbourg.

## Histoire

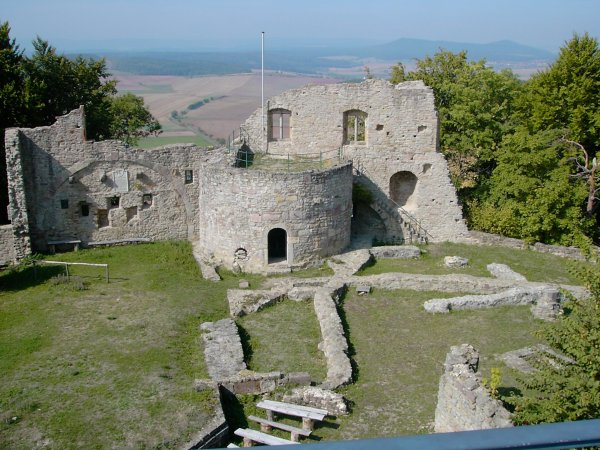
Les ruines du château.

Les comtes d'Henneberg sont mentionnés pour la première fois dans un acte de l'année 1096. La dynastie, fondateurs de l'abbaye de Veßra en 1138, est issue des Popponides. Les comtes ont occupé la fonction de burgrave de la résidence épiscopale de Wurtzbourg. Leur résidence ancestrale est citée dans un document de 1221, lorsque le château fut reconstruit pour satisfaire aux exigences accrues. Peu tard, toutefois, la famille se divisa en trois branches principales et Henneberg perd son statut de résidence. Le domaine appartenait aux possession de la maison régnante d'Henneberg-Schleusingen qui a été élevée au rang de prince du Saint-Empire et obtint le statut de l'immédiateté impériale en 1310. 
La forteresse e a été endommagée durant la guerre des Paysans allemands en 1525 ; quelques décennies plus tard, en 1583, la lignée des comtes s'éteignit. En 1784, le duc Georges Ier de Saxe-Meiningen fit raser une grande partie des ruines du château. Pendant la guerre froide où l'Allemagne était encore coupée en deux, Henneberg était situé dans la zone d'isolement à la frontière interallemande.

## Source de la traduction
- (de) Cet article est partiellement ou en totalité issu de l’article de Wikipédia en allemand intitulé « Henneberg (Thüringen) » (voir la liste des auteurs).